# هام الشمبانزي
الشمبانزي هام (بالإنجليزية: Ham the Chimp) (يوليو 1956 - 19 يناير 1983), وهو أول حيوان يظهر في برنامج الفضاء الأمريكي تم تدريبه وإرساله إلى الفضاء الخارجي.